# MiG-31
MiG-31 (rusky: МиГ-31, v kódu NATO „Foxhound“) je sovětské dvoumístné nadzvukové stíhací letadlo vytvořené pro získání a udržení nadvlády ve vzduchu. Bylo navrženo jako náhrada strojů MiG-25, z jejichž konstrukce MiG-31 také vychází.
MiG-31 je těžká nadzvuková stíhačka schopná bojové činnosti za jakéhokoli počasí ve dne i v noci. Během studené války měla zajistit, aby do sovětského vzdušného prostoru nepronikla špionážní letadla SR-71 Blackbird, bombardéry B-52 Stratofortress a střely s plochou dráhou letu. Dnes jsou jejími hlavními „protivníky“ americké strategické bombardéry B-1 Lancer a B-2 Spirit.
Ruské ministerstvo obrany očekává, že zmodernizované MiG-31BM budou v ruském letectvu sloužit minimálně do roku 2030.

## Vývoj

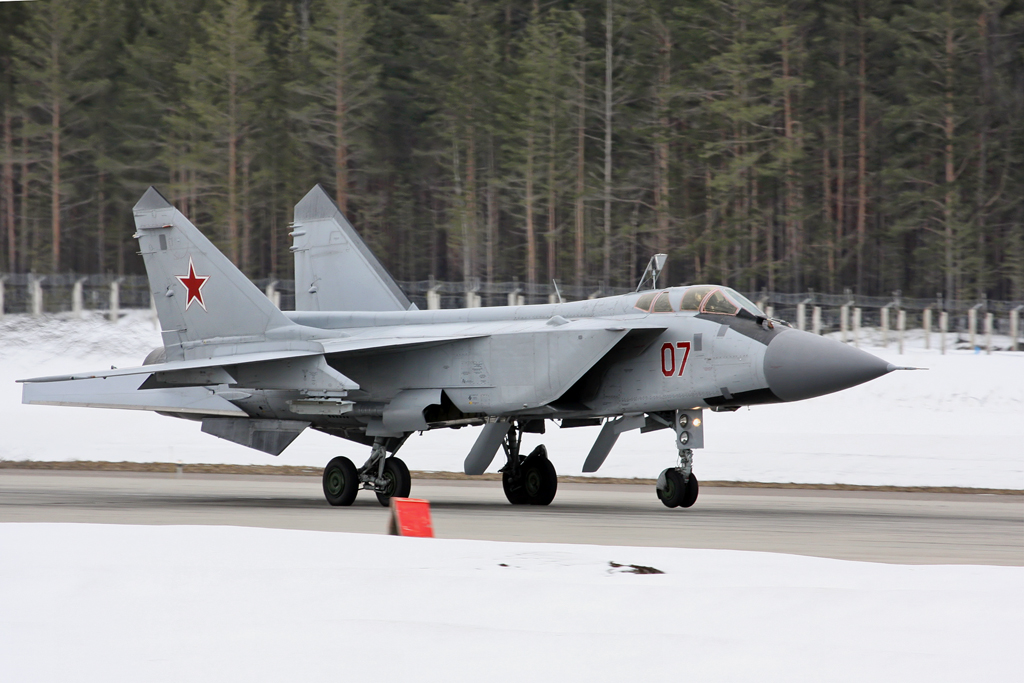
MiG-31 na základně Chotilovo, Tverská oblast

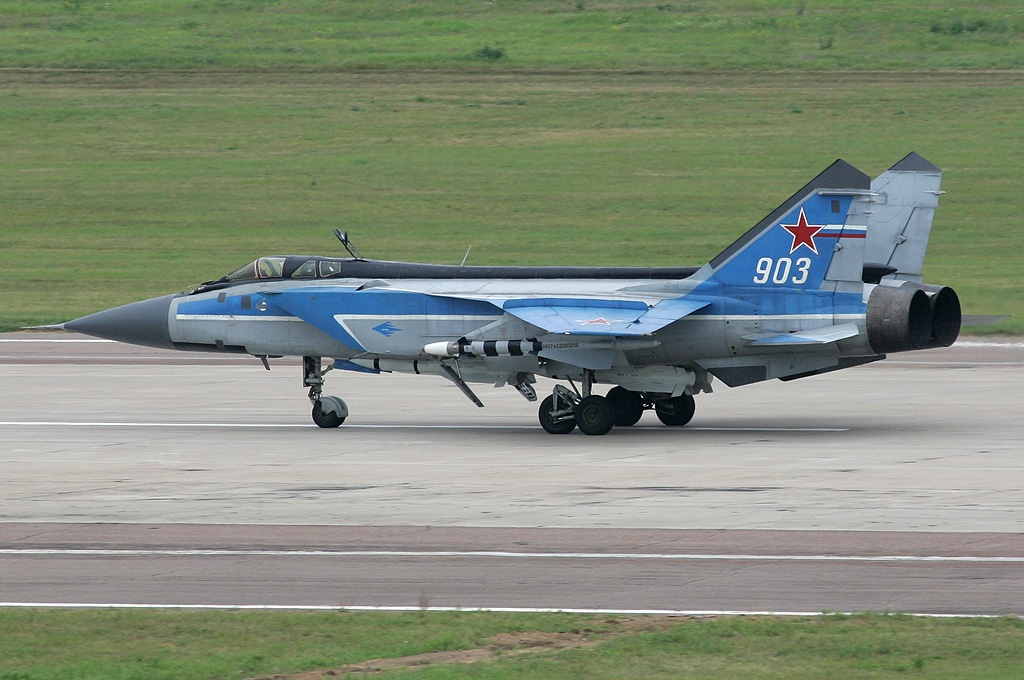
MiG-31E na MAKS Airshow v roce 2005

MiG-31 byl vyvinutý počátkem 70. let 20. století konstrukčním týmem OKB Mikojana a Gurjeviče z letounu MiG-25.
Navzdory tehdy zavedené praxi v sovětském letectvu byl MiG-31 od prvního okamžiku považován za specializovaný přepadový stíhací letoun, kterým zůstal víceméně až dodnes. Postupně se stal výrazným nástupcem úspěšného letounu MiG-25 v době, kdy hlavní soupeř – Spojené státy americké – zavedl do služby nadzvukový strategický bombardér B-1 Lancer, který byl optimalizován pro nesení a vypouštění řízených střel s plochou dráhou letu.
Vývoj amerických strategických řízených střel a jejich zařazení do výzbroje představovalo pro SSSR novou hrozbu. Budoucí záchytná stíhačka měla chránit území Sovětského svazu před raketovým útokem vedeným od Arktidy přes severní oblasti SSSR, které nebyly souvisle pokryty radary. Požadavky armády na nové letadlo, které mělo nahradit Tu-128, byly vydány v roce 1968. Stíhačka měla mít akční rádius 700 km při rychlosti letu 2 500 km/h (M=2,35) a 1 200 km při letu podzvukovou rychlostí. Měla být schopna napadat vzdušné cíle pohybující se ve výškách od 100 m do 30 000 m. Práce na vývoji nového stroje nazvaného MiG-25MP začaly v roce 1972. První prototyp, který měl název Je-155MP-831, byl dokončen na jaře v roce 1975 a svůj první let absolvoval dne 16. září 1975. Po čtyřech letech byla ukončena první etapa testování a začala sériová výroba letounů MiG-31. V roce 1981 byly stroje MiG-31 oficiálně zařazeny do sovětského letectva.
V roce 1985 zadržela sovětská tajná služba (KGB) v Moskvě Adolfa Tolkačeva, který poskytoval západním zpravodajským agenturám utajované informace o zbraňových systémech stíhaček MiG-29 a MiG-31. To donutilo konstruktéry urychlit práce na vývoji nové verze MiG-31. Výsledkem byl MiG-31B s vylepšeným radiolokátorem, který byl nejen vybaven výkonnějšími motory D-30F6, ale i novými raketami R-33S a R-40TD. V rámci této modernizace získalo letadlo také systém doplňování paliva za letu, modernější avioniku a vylepšené prostředky vedení elektronického boje. Výroba této nové verze začala na přelomu let 1990 a 1991. Kvůli prozrazení informací o parametrech počáteční výrobní série MiG-31 bylo nutné upravit všechny dosud vyrobené stroje na standard MiG-31B. Takto předělaná letadla dostala označení MiG-31BS, jimž z celého modernizačního balíčku chybí systém doplňování paliva během letu.
Výroba MiG-31 byla ukončena v roce 1994, přičemž bylo celkem vyrobeno více než 500 kusů těchto letadel.
V roce 1997 byl vypracován projekt modernizace letounů MiG-31B/MiG-31BS, který by rozšířil možnosti těchto strojů o schopnost útočit na pozemní cíle a udělal by z nich víceúčelové stíhací letouny. Konverzí sériově vyráběného MiG-31B tak vznikl v roce 1998 prototyp MiG-31BM, který byl veřejnosti představen o rok později. Celý vývoj se v důsledku nedostatku financí zpozdil, proto byly první stroje předány ruskému letectvu až v roce 2008. Zmodernizované MiG-31B byly přejmenovány na MiG-31BM a zmodernizované MiG-31BS byly nazvány MiG-31BSM.

## Konstrukce

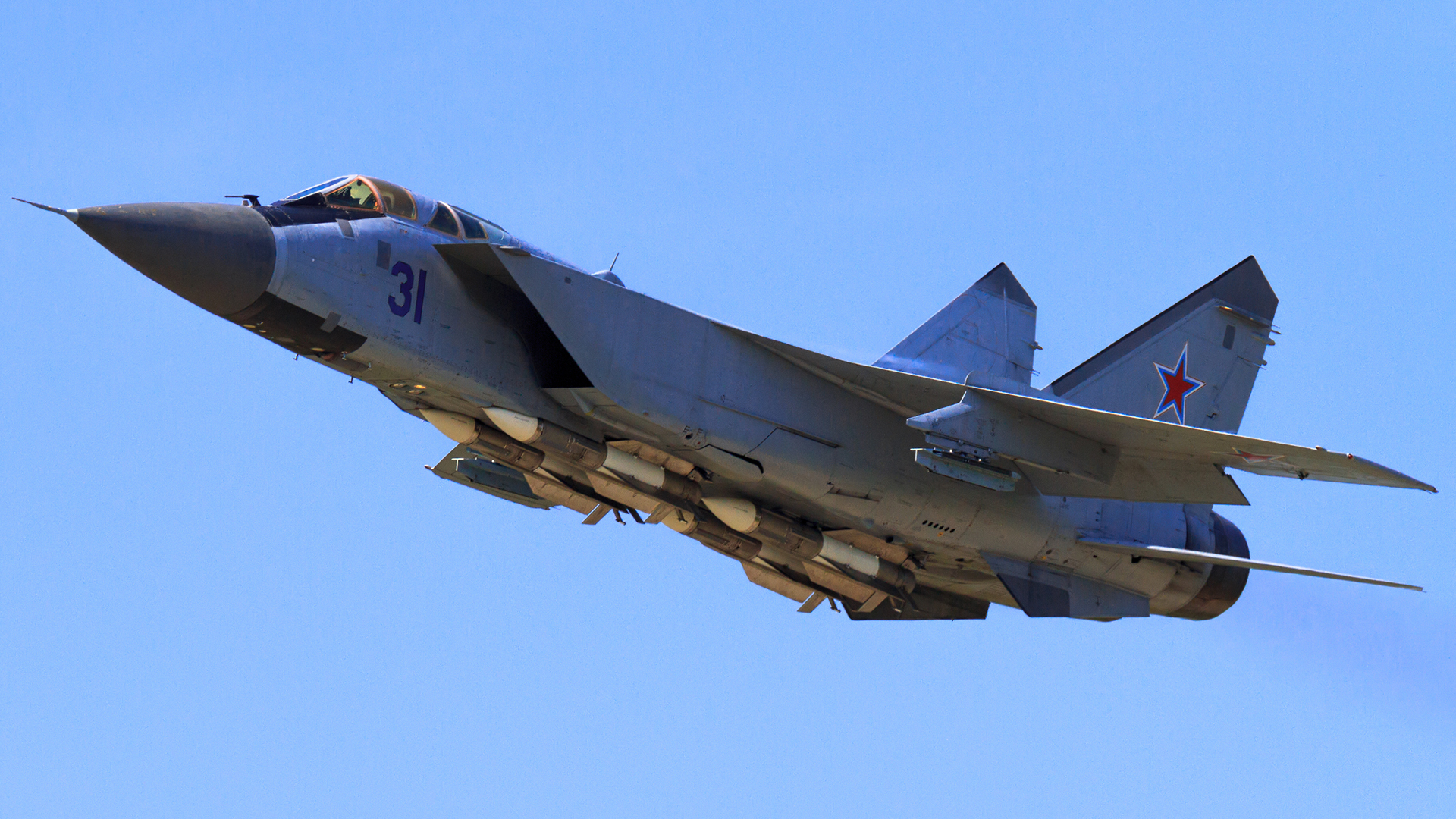
MiG-31 vyzbrojený střelami R-33

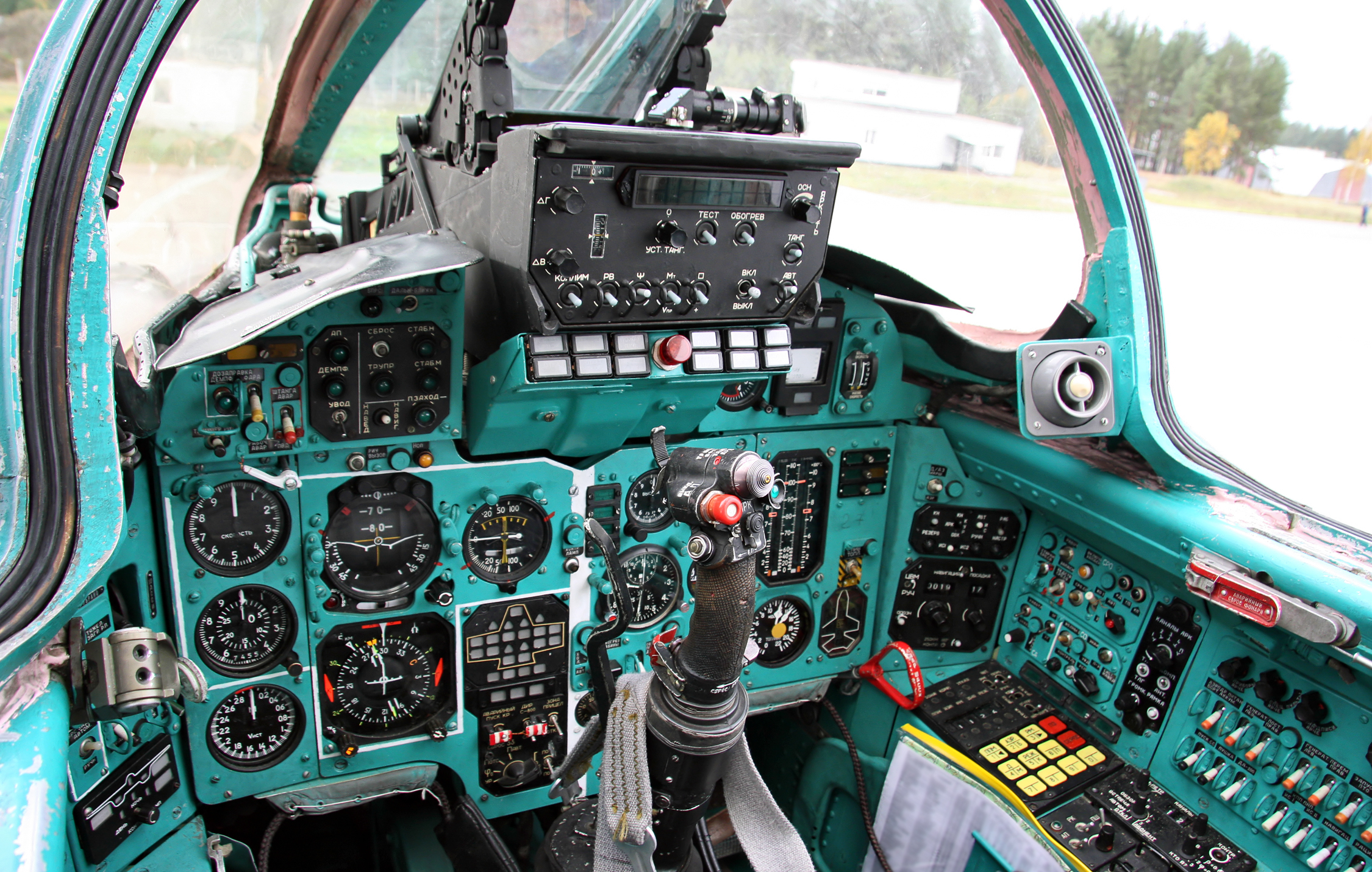
Přední kokpit starší varianty MiG-31

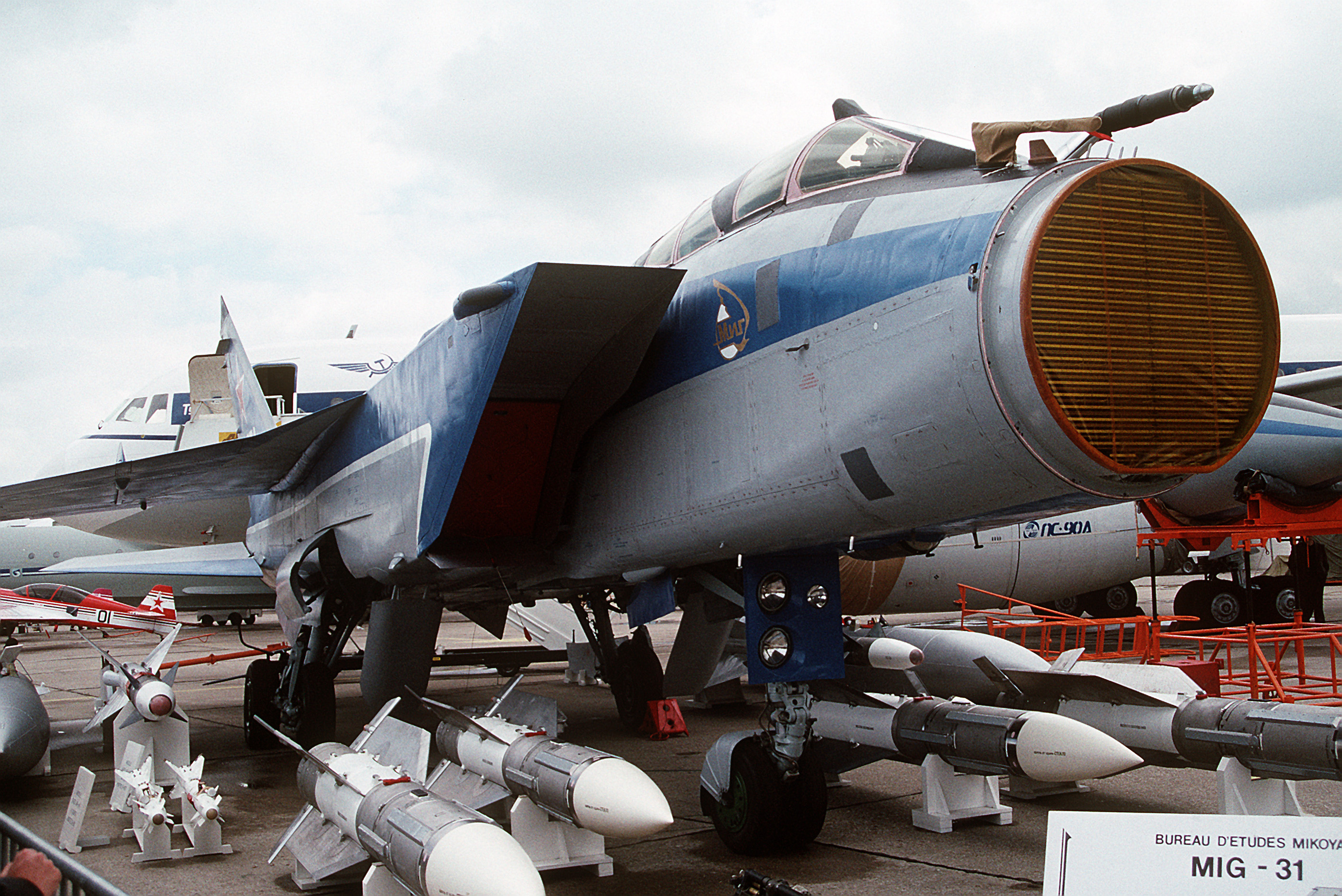
Radar MiG-31

MiG-31M je těžký, dvoumístný, dvoumotorový hornoplošník celokovové konstrukce s výrazným zastoupením hliníkových a titanových slitin. Osádku tvoří pilot a operátor zbraňových systémů. Oba jsou tandemově za sebou v hermeticky uzavřených kabinách a sedí na vystřelovacích sedadlech Zvezda K-36DM s bezpečnostními parametry „nula-nula“ (zaručuje plné rozvinutí padáku a zpomalení pádu dostatečné pro přežití osádky i při nulové rychlosti a nulové výšce vystřelení).
Konstrukce draku na první pohled připomíná letoun MiG-25, ale při detailnějším pohledu je jasné, že byla kompletně předělána. Z původních 80 procent ocelových prvků bylo do MiG-31 použito pouze 50 procent oceli, 33 procent speciálních hliníkových slitin a 16 procent speciálních titanových komponentů. Trup je v přední části oválný. Za sekcí s oběma pilotními kabinami přechází do širokých bočních krabicových nasávacích otvorů. V zadní části jsou výtokové trysky, které mají na bocích nainstalovaný plovoucí stabilizátor o rozpětí 8,74 metru. Stabilizátory se přitom mohou vychylovat souhlasně i diferencovaně a úhel jejich výchylek plně závisí na rychlosti a charakteru letu. Nad výtokovými tryskami jsou umístěny dvě svislé ocasní plochy (SOP). Od podélné osy letounu jsou vychýleny o 8 stupňů směrem ven. Celková plocha každé SOP je – 15,6 m2. Plocha pohyblivého kormidla, která je – 2,12 m2, se může vychylovat na obě strany do úrovně 25 stupňů. Pro dokonalou podélnou stabilizaci byly pod pohonné jednotky zabudované dvě pevné spodní kýlové plochy o ploše 3,0 m2 s úhlem vyosení 12 stupňů vůči podélné rovině.
Hlavní křídla mají relativně malé rozpětí 13,464 m a celkovou nosnou plochu – 61,6 m2. Na každé straně jsou vztlakové klapky o délce 2,68 m a na koncích křídel jsou odtokové hrany tvořeny balančními křidélky, jež se vychylují až o ± 20°. Horní strana křídla je u staršího MiG-31 ještě opatřena aerodynamickým plůtkem. U kořene křídla je umístěn velký vírový přechod, který byl u staršího MiG-31 výrazně menší. Na spodní straně nosných ploch jsou celkem čtyři úchytné body pro zbraňové pylony. Konce křídel jsou u MiG-31M přizpůsobeny pro rychlou montáž aerodynamických vřeten opatřených stabilizačními plůtky. V těchto vřetenech je umístěna další důležitá elektronika, především pasivní obranné systémy.
Podvozek je tvořen velice originální konstrukcí. Přední podvozková noha je víceméně standardní, plně řiditelná, s dvojicí kol o průměru 600 × 220 mm. Po startu se podvozek zasouvá směrem dozadu, do trupu. Hlavní podvozkové nohy jsou vybaveny dvounápravovým vozíkem, kde každou nápravu tvoří jen jedno kolo o rozměru 950 × 300 mm. Celý vozík je nezávisle odpružen hydraulickým tlumičem od vlastní odpružené podvozkové nohy. Kola však nejsou v jedné stopě, ale navzájem jsou proti sobě osazena. Konstruktéry k tomuto pojetí vedly dva faktory – rozložení hmotnosti na podloží je o něco výhodnější a navíc se kola lépe schovají do limitovaného prostoru podvozkové šachty. Před každou podvozkovou šachtou je hydraulický výklopný aerodynamický štít o ploše 1,4 m2, který se vyklápí dolů pod úhlem 44 stupňů. Kromě toho slouží i jako část krytů podvozku.

## Služba
MiG-31 byl do výzbroje sovětských sil zařazen v roce 1981. První záběry nového letadla se na západ dostaly až v roce 1985 poté, co byl jeden MiG-31 vyfotografován norským pilotem. Po rozpadu Sovětského svazu se objevily problémy s údržbou letadel. V roce 1996 bylo podle dostupných informací připraveno k nasazení jen 20 % strojů. Ke zlepšení tohoto stavu došlo až v roce 2006. Díky sílící ruské ekonomice se podařilo opětovně uvést do provozu další MiG.

### Válka v Čečensku
Od 21. prosince 1994 byly do bojové zóny v Čečensku nasazeny stíhačky MiG-31 a Su-27 spolu s letadly včasné výstrahy a řízení A-50. Stroje MiG-31 a Su-27 hlídkovaly nad Čečenskem a přilehlými oblastmi, přičemž se snažily zabránit vytvoření vzdušného koridoru na dodávku zbraní nebo posil.

### Válka na Ukrajině

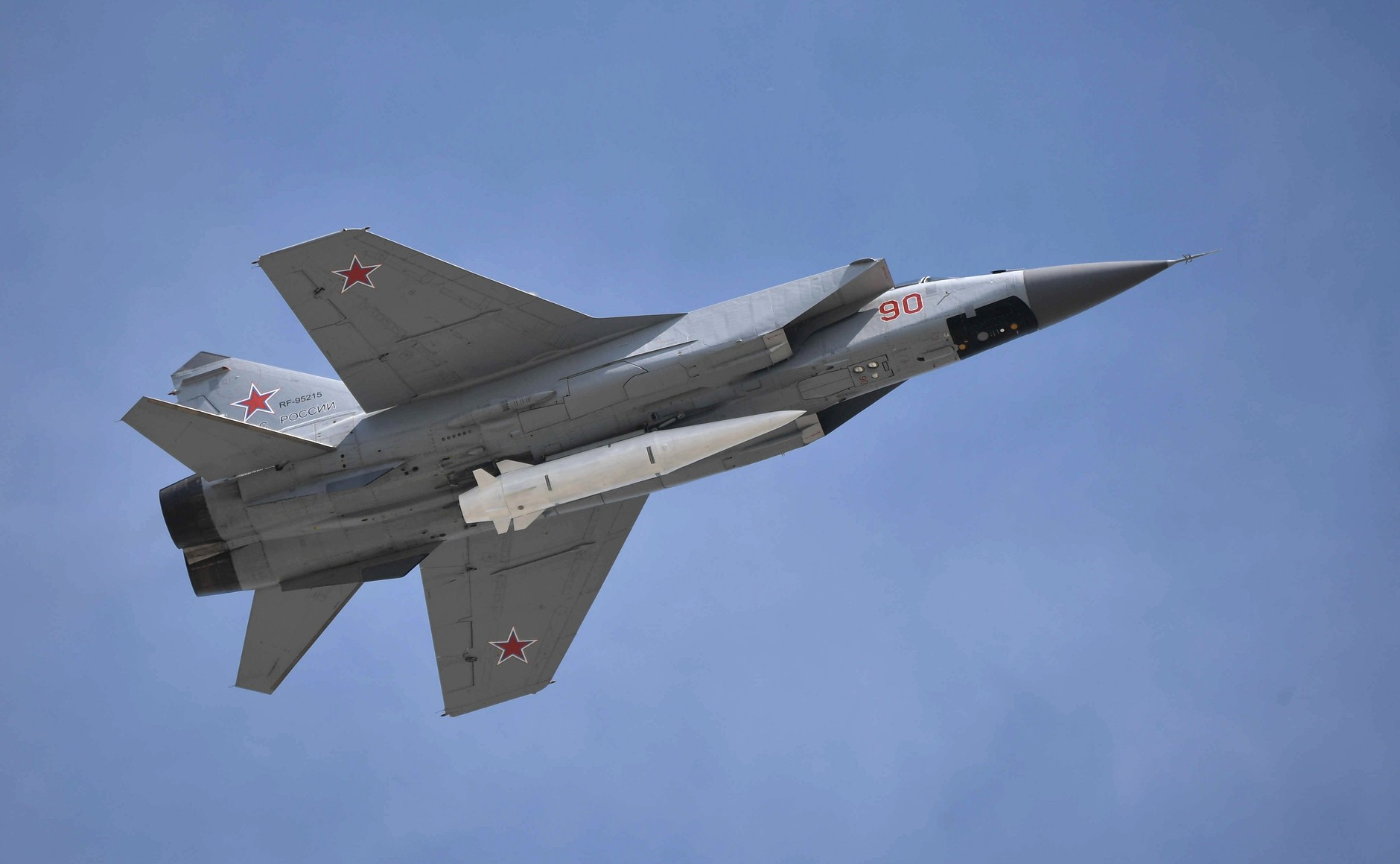
MiG-31BM s podvěšenou střelou vzduch-země Ch-47M2 Kinžal

Během ruské invaze na Ukrajinu v roce 2022 MiG-31 údajně sestřelily několik ukrajinských letadel, a to především pomocí rakety vzduch-vzduch dlouhého doletu R-37. Tím, že zůstaly ve vysoké rychlosti a vysoké výšce, byly MiG-31 schopny operovat prakticky bez odporu, protože ukrajinské stíhačky postrádaly dolet, rychlost nebo výšku.
R-37M je od října 2022 hlavní hrozbou ukrajinského letectva, které má značný nedostatek střel typu „vystřel a zapomeň“. Spoléhalo se na rakety R-27 - jak R-27ER, tak R-27ET; dolet R-27ET je 60 mil. Ukrajinský pilot musí ozářit ruský letoun radarem, aby navedl střelu k cíli. Ruští piloti používají střelu R-77 typu „vystřel a zapomeň“ s aktivním radarem, což jim dává možnost odpálit rakety a poté podniknout úhybnou akci. Ukrajinští piloti byli nuceni „využívat nepořádek na zemi a maskování terénu, aby se dostali dostatečně blízko k palbě, než se do nich pustí“. Během prvních tří dnů války obě strany přišly o letadla. Ukrajinci je nahradili staršími stroji, které byly schopné letu. Ruské letectvo se však obrátilo na MiG-31 s raketou R-37M, která má dolet 200 mil. V kombinaci s nadřazeným radarem na MiG-31 začalo ukrajinské letectvo ztrácet další letadla. Zpráva Royal United Services Institute uvádí, že v říjnu bylo na ukrajinské letectvo denně odpáleno asi šest střel R-37M. Čtyři MiG-31 byly také nasazeny na Krymu. Aby se Ukrajina vyhnula raketám R-37M, musela se pokusit zničit MiG-31 dokud jsou na zemi při akcích jako útok na leteckou základnu Belbek a pokus o útok dronem v srpnu.
Do útoků na ukrajinskou infrastrukturu se zapojily  stroje MiG-31K vyzbrojené hypersonickými střelami vzduch-země „Kinžal“, působící např. z běloruské základny Mačuliščy.
Dne 15. května 2024 ukrajinské síly raketou M39A1 systému ATACMS zničily, během útoku na leteckou základnu Belbek na Ruskem okupovaném poloostrově Krym, dva stroje MiG-31.

## Varianty

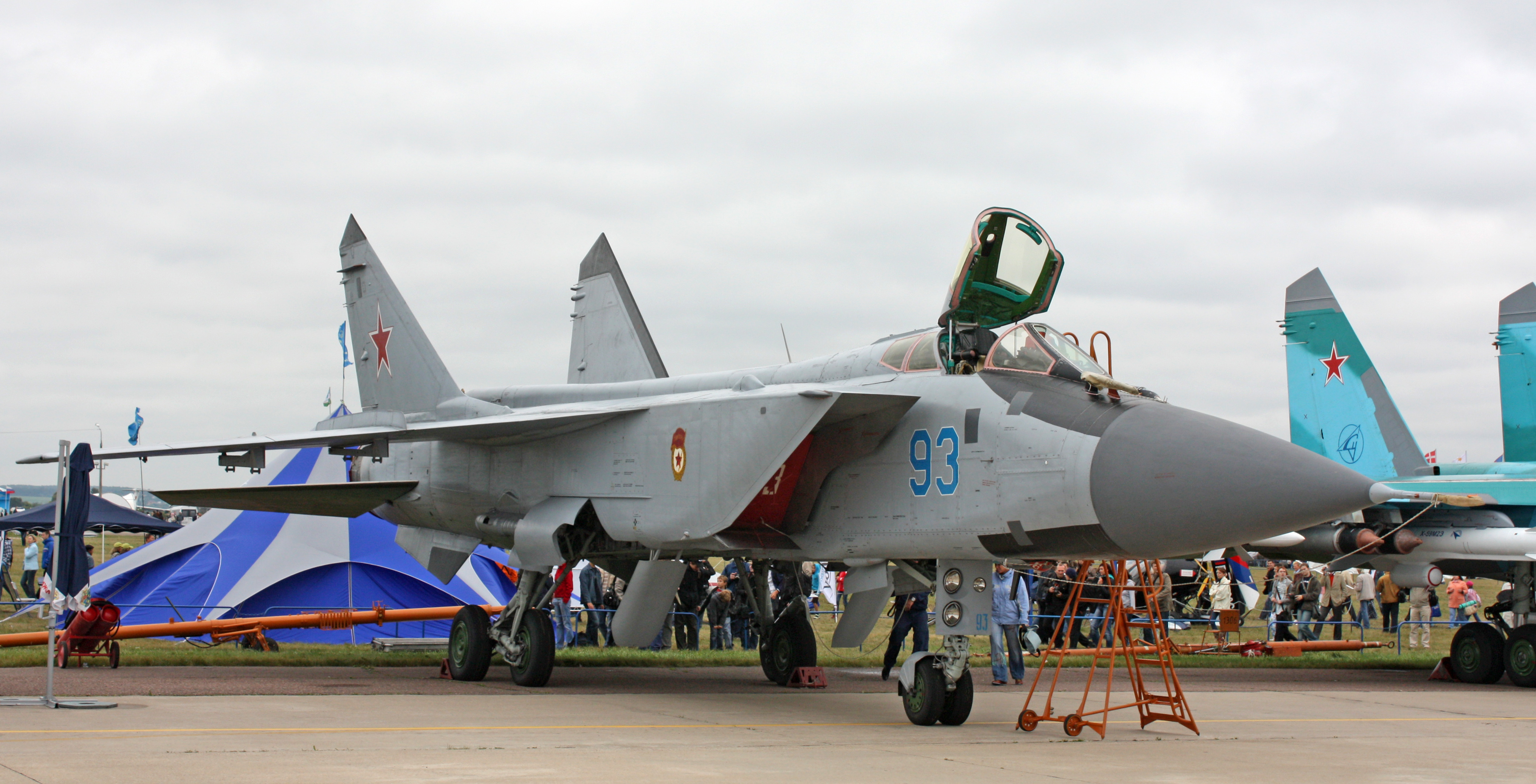
MiG-31BM na výstavě MAKS 2009

- Izdělije 99 (I-99): První prototyp. Speciálně upravený MiG-25 s prvními motory Solovjov D-30F.
- Je-155MP: Několik různých prototypů se základními rysy současné podoby MiG-31. První dva prototypy byly vyrobeny v konstrukční kanceláři OKB MiG v Moskvě. Třetí byl vyroben v roce 1976 v Nižním Novgorodu.
- MiG-31A: první sériová verze, která byla v operační službě od roku 1982. Později se u ní objevila možnost tankovat za letu.
- MiG-31B: sériově vyráběné stroje, které byly vybaveny vylepšeným radiolokátorem, výkonnějšími motory D-30F-6 a novými raketami R-33S a R-40TD. V rámci této modernizace získala letadla také systém doplňování paliva za letu, modernější avioniku a vylepšené prostředky vedení elektronického boje. Výroba této nové verze začala na přelomu let 1990 a 1991.
- MiG-31BS: modernizace letadel počáteční produkce, v rámci které byly starší stroje upraveny na standard MiG-31B. Z celého modernizačního balíčku jim chybí jen systém doplňování paliva během letu.
- MiG-31M
- MiG-31E: exportní verze MiG-31B, na kterou může být integrováno i elektronické vybavení západní produkce.
- MiG-31EF
- MiG-31D: experimentální verze schopná nést rakety k sestřelení satelitů v nadmořské výšce do 120 kilometrů. V této variantě byla vyrobena 2 letadla.
- MiG-31K: modifikovaná varianta MiG-31BM schopná nést hypersonickou střelu Ch-47M2 Kinžal. Do května 2018 bylo takto upraveno deset letounů.

## Nehody a incidenty
- 23. dubna 2013 se v Karagandské oblasti během cvičného letu zřítilo vojenské letadlo MiG-31. Posádka se katapultovala, ale pilot zahynul.[19]
- 14. prosince 2013 havaroval MiG-31 asi 26 km od základny Centralnaja Uglovaja. Pilotům se podařilo katapultovat.[20]
- 4. září 2014 se kvůli technické závadě museli katapultovat piloti ruského MiG-31BM.[21]
- 30. října 2015 havaroval během cvičného letu na Kamčatce ruský MiG-31. Příčinou havárie byly zřejmě nepříznivé povětrnostní podmínky v oblasti letu. Oba piloti se stihli katapultovat, jeden z nich však utrpěl zranění.[22]
- 25. ledna 2016 havaroval ruský MiG-31 během cvičného letu u města Kansk v Krasnojarském kraji. Letadlo se zřítilo do neobývaného prostoru a posádce se podařilo úspěšně katapultovat. Pilot ztratil nad strojem kontrolu a nejpravděpodobnější příčinou havárie bylo selhání techniky.[23]
- 26. dubna 2017 se v blízkosti výcvikového prostoru u obce Telemba v Burjatsku zřítil MiG-31 zasažený během cvičení střelou R-33, kterou odpálil jiný MiG-31. Pilot i operátor zbraňových systémů se úspěšně katapultovali. Příčinou incidentu byly chyby obou osádek a pravděpodobně také problémy v integraci radaru Zaslon-AM a systému řízení palby Baget-55.[24]
- 19. září 2018 se v Nižněnovgorodské oblasti poblíž města Kulebaki zřítil MiG-31. Oba piloti se katapultovali.[25]
- 8. dubna 2022 se v Leningradské oblasti zřítil MiG-31. Posádka se katapultovala.[26]
- 2. prosince 2022 se MiG-31 zřítil v Přímořském kraji, oba letci se katapultovali.[27]
- 26. dubna 2023 se při cvičení zřítil MiG-31 v Murmanské oblasti, oba piloti se katapultovali.[28]
- 4. července 2023 se nad Avačským zálivem u Kamčatky zřítil MiG-31BM ruského námořního letectva, oba členové osádky zahynuli.[29]

## Uživatelé
Kazachstán

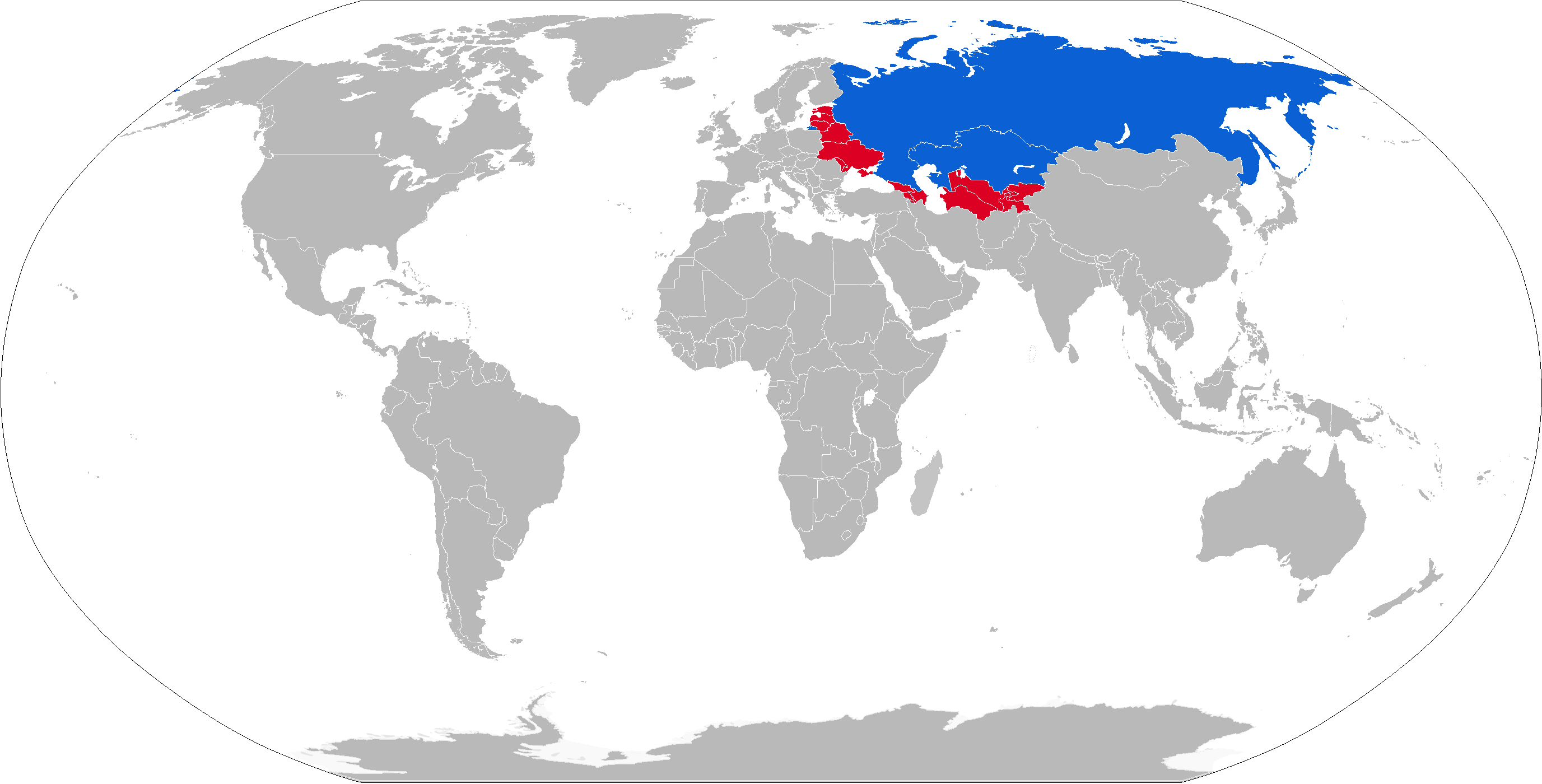
Přehled uživatelů

- Kazachstánské vzdušné síly a protivzdušná obrana disponují 32 stroji MiG-31 (k prosinci 2015)

 Rusko
- Vzdušně-kosmické síly Ruské federace disponují 134[30][31] letouny MiG-31 (k 25. lednu 2016), z toho je 72 zmodernizovaných na standard MiG-31BM/BSM. Do roku 2019 by měly projít modernizací zbývající stroje.
- Ruské námořní letectvo

### Bývalí uživatelé
Sovětský svaz
- Sovětské letectvo
- Vojska protivzdušné obrany SSSR

## Specifikace (MiG-31M)

### Technické údaje
- Posádka: 2
- Délka: 22,69 m
- Rozpětí: 13,46 m
- Výška: 6,15 m
- Plocha křídel: 61,6 m2
- Hmotnost (prázdný): 21 820 kg
- Hmotnost (naložen): 41 000 kg
- Maximální vzletová hmotnost: 52 000 kg
- Pohonná jednotka: 2 × dvouproudový motor Solovjov D-30F8, s přídavným spalováním, každý o tahu 93,16 kN / 171,61 kN (maximálně)

### Výkony
- Maximální rychlost: 3 495 km/h (Mach 2,83) ve výšce 17 500 metrů, u hladiny moře – 1 500 km/h
- Akční rádius: 720 km v nadzvukovém režimu (1 200 km v podzvukovém režimu)
- Přeletový dolet: 3 300 km (2 500 km v nadzvukovém režimu)
- Dostup: 20 600 m (se 4 raketami R-33)
- Stoupavost: 208 m/s
- Zátěž křídel: 666 kg/m2
- Tah/Hmotnost: 0,85 kW/kg
- Délka startu: 1 200 m
- Délka přistání: 800 m (s padákem)

### Výzbroj
- Starší MiG-31 má jeden 23 mm kanón GŠ-6-23M se 260 náboji, který má kadenci 10 000 ran za minutu. Je umístěn na pravém boku trupu, se zakrytovaným závěrem těsně za koncem pravé podvozkové šachty. Aktuální MiG-31M nemá kanón ani jinou hlavňovou výzbroj.
- Aktuální MiG-31M může nést až 10 nejnovějších řízených střel. MiG-31 může nést až 8 starších řízených střel.
  - MiG-31 – 4 protiletadlové rakety Vympel R-33 na spodku trupu.
  - MiG-31M – 6 univerzálních raket Vympel R-37 na spodku trupu.